# Závrchy
Závrchy (německy Bühlfeld) v matrikách také vedena jako Závrší, je malá vesnice, část obce Vysoká Srbská v okrese Náchod. Nachází se asi 2 km na jihovýchod od Vysoké Srbské. V roce 2009 zde bylo evidováno 20 adres. V roce 2001 zde trvale žili čtyři obyvatelé
Závrchy leží v katastrálním území Vysoká Srbská o výměře 6,07 km2.